# Облога Лор'яна

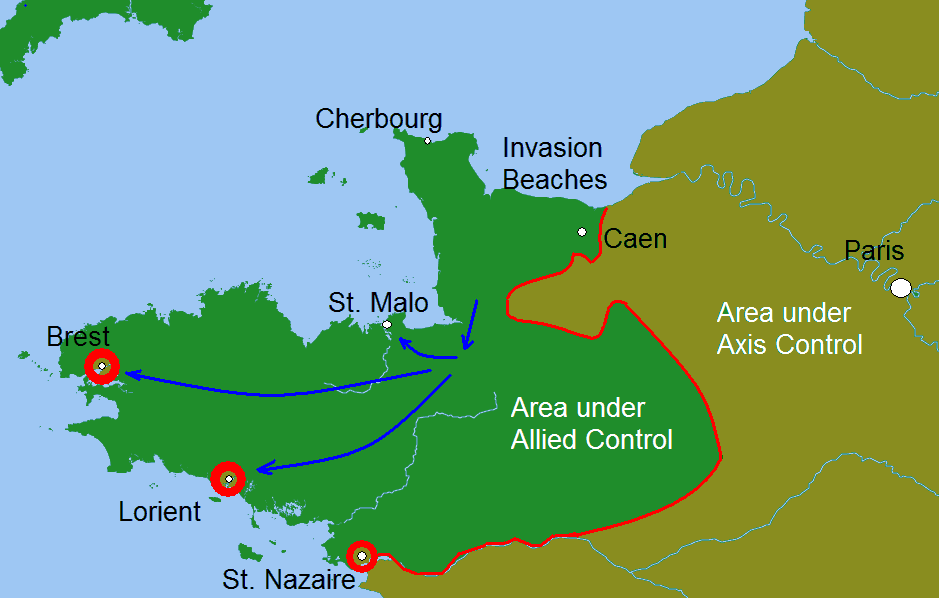
Основні опорні пункти німецького вермахту, так звані «атлантичні фортеці» (Atlantikfestungen), що були обложені військами союзників у ході операції «Кобра»

Облога Лор'яна (фр. Poche de Lorient) — довготривала 9-місячна облога американо-французькими військами стратегічно важливої військово-морської бази німецького флоту в порту Лор'яна на узбережжі Біскайської затоки на останньому етапі Другої світової війни.

## Історія
Французьке місто-порт Лор'ян, розташоване в північно-західній частині країни у Бретані на злитті річок Скорфф і Блаве, було окуповане німецьким вермахтом 19 червня 1940 року в ході Французької кампанії. 1941 році командування німецьких Крігсмаріне ухвалило рішення побудувати на місці рибальського порту Кероман найбільшої військово-морської бази підводних човнів Німеччини, на якій планувалося базувати 2-гу та 10-ту флотилії підводних човнів. Основою бази були п'ять бункерів для підводних човнів, а також низка допоміжних сильно укріплених споруд: сховище палива, артилерійські та продовольчі склади, ремонтні майстерні, електростанція, укриття для персоналу бази. Для захисту бази, як з моря, так і суходолу було побудовано близько 400 залізобетонних споруд, включаючи дві берегові батареї великого калібру з дальністю стрільби 30 і 40 км. Для кругової оборони фортеці Лорьян (нім. Festung Lorient), до якої входили власно місто, порт і передмістя, в радіусі 50 км, були пристосовані 11 старих французьких фортів, в яких німці встановили різну великокаліберну, переважно трофейну 155-мм, артилерію під захистом багатометрових капонірів. Оборона з боку суші складалася з трьох укріплених ліній. Перша з них перебувала на відстані 24 км від міста. Практичні всі ДОТи оборонних ліній мали артилерійсько-кулеметне озброєння. Загальна кількість артилерійських гармат фортеці становило 197 одиниць різного калібру й 80 протитанкових фаустпатронів. Передпілля і берегова лінія були густо «насичені» мінними полями, протитанковими перешкодами і обплутані колючим дротом. ППО фортеці складалася з 340 зенітних гармат, причому 90 з них мали калібр понад 75-мм. Гарнізон фортеці, яким командував командир XXV армійського корпусу генерал Вільгельм Фармбахер, налічував близько 26 тисяч осіб.
6 червня 1944 року почалася висадка морського десанту союзників у Нормандії. Протягом наступних двох місяців точилася битва за Нормандію, доки силами 1-ї американської армії не була розпочата операція «Кобра». Скориставшись тим, що німців було втягнуто в битву за Кан, на східному фланзі сил вторгнення, генерал-лейтенант Омар Бредлі завдав потужного флангового удару. Подолавши опір військ на основних позиціях, американські війська прорвалися на оперативний простір, та в подальшому, розвиваючи успіх, почали наступ на німецькі війська, що тримали оборону у Бретані.
1 серпня 1944 року, після прориву біля Авранша, американські війська 3-ї армії генерала Паттона увірвалися до півострова Бретань. Гітлер наказав своїм військам, розміщеним на півострові, відступити до портів, що мали стратегічний інтерес — у Бресті, Лор'яні, Сен-Мало та Сен-Назері.
1 серпня передові підрозділи американської 4-ї бронетанкової дивізії досягла передмістя Лор'яна, проте не наважилися атакувати фортецю «в лоб» з ходу. 12 серпня Лор'ян був повністю оточений з суходолу американськими формуваннями та французькими партизанами, розпочалася довготривала облога міста. Союзники переважно обмежувалися регулярними обстрілами з важких корабельних гармат і бомбардуванням авіації, не бажаючи втрачати життя своїх солдатів на подолання багатоешелонної, досконалої та складної системи фортифікаційних укріплень навколо міста та порту. Тільки на район бункерів підводних човнів було скинуто 4 тисячі тонн авіабомб, втім вони не заподіяли їм істотної шкоди. Сили союзників складали всього 16 тисяч чоловік. У лютому 1945 року противники домовилися про евакуацію 90 % цивільних осіб, які перебували в фортеці. 10 травня 1945 року, після 277 днів оборони, вже після підписання акту про капітуляцію нацистської Німеччини, гарнізон склав зброю. У полон потрапило 24,5 тисячі осіб. 3,5 тисячі будинків міста було стерто з лиця землі, ще 2 тисячі сильно пошкоджені. Бункери підводних човнів вціліли.
У післявоєнний час відновлення Лор'яна тривало 20 років.